# شاتو دي أزاي لو ريدو
شاتو دي أزاي لو ريدو هو شاتو يقع في أزاي لو ريدو،أندر ولوار،فرنسا.